# Overeenkomst nopens de vervaardiging van, de binnenlandse handel in en het gebruik van bereid opium
De Overeenkomst nopens de vervaardiging van, de binnenlandse handel in en het gebruik van bereid opium is een op 11 februari 1925 onder de auspiciën van de Volkenbond gesloten verdrag dat als doel had het gebruik van bereid opium verder te bestrijden.

## Geschiedenis
Op basis van artikel 23 van het Handvest van de Volkenbond werd de bevoegdheid om toezicht te houden op de handel in opium en andere gevaarlijke verdovende middelen aan de Volkenbond toevertrouwd. Naar aanleiding daarvan werd in 1921 een Raadgevende Opiumcommissie opgesteld, die de Volkenbond raad moest geven over het te voeren opiumbeleid. Binnen de Volkenbond werd al snel een behoefte gevoeld om het eerste Internationale Opiumverdrag aan te vullen en te versterken. Na een voorstel van de Opiumcommissie, besloot de Volkenbondsvergadering om twee conferenties met dit doel in 1924 te houden. De eerste conferentie daarvan werd op 3 november 1924 in Genève gehouden. Het doel van die conferentie werd beperkt tot "de bestrijding van het gebruik van bereid opium" en werd daarom beperkt tot de staten die gebieden of koloniën hadden in het Verre Oosten waar dit gebruik nog bestond. Uitgenodigd waren derhalve alleen Brits-Indië, China, Frankrijk, het Verenigd Koninkrijk, Japan, Nederland, Portugal en Siam. Deze conferentie leidde uiteindelijk tot het sluiten van de Overeenkomst nopens de vervaardiging van, de binnenlandse handel in en het gebruik van bereid opium met aangehecht protocol. De tweede conferentie, gehouden van 17 november 1924 tot 19 februari 1925, zou leiden tot het tweede Internationale Opiumverdrag van 1925.

## De overeenkomst
De overeenkomst werd gezien als een nadere uitwerking van het tweede hoofdstuk van het Internationaal Opiumverdrag, dat betrekking had op bereid opium. Artikel 1 van het aangehechte protocol vermeldde dat de overeenkomst een toevoeging op, en uitvoering van, artikel 6 van het Opiumverdrag was. De voornaamste bepaling van de overeenkomst bestond erin dat de invoer, verkoop en het in omloop brengen van opium tot een staatsmonopolie werd gemaakt (artikel 1). Slechts voor verkoop door de detailhandel werd een uitzondering toegestaan. Het verpachten, afstaan of overdragen van die staatsbevoegdheden werd uitdrukkelijk verboden. Behoudens een uitzondering, moest de detailverkoop afhankelijk worden gemaakt van een vergunning. Artikel 6 bevat een verbod op de uit- en doorvoer van opium, behalve op staatsmonopolie. De overige artikelen bevatte bijkomende verplichtingen, zoals: het verbod van de verkoop van opium aan kinderen en de verplichting om alle maatregelen te nemen om opiumgebruik onder minderjarigen te voorkomen (artikel 2), het verbod om minderjarigen toegang tot opiumkitten te verschaffen (artikel 3), de beperking van het aantal verkooppunten en opiumkitten (artikel 4), het verbod op de doorverkoop van opiumresidu, behalve aan de staat (artikel 5) en de verplichting om door middel van algemene voorlichting het gebruik van opium te bestrijden (artikel 7). De overige artikelen bevatten voornamelijk bepalingen met betrekking tot de onderlinge samenwerking tussen de partijen. Alleen artikel 11 maakt een uitzondering op de overeenkomst, door te bepalen dat deze niet van toepassing is opium die uitsluitend bestemd is voor geneeskundige of wetenschappelijke doeleinden.

### Het protocol
Het protocol was het resultaat van Amerikaans aandringen in de tweede conferentie. De Amerikaanse delegatie wilde namelijk dat de staten bij de overeenkomst zich zouden verbinden om het gebruik van opium helemaal te stoppen. De Britse, Franse en Nederlandse delegaties merkten hierover op dat een algeheel verbod op het gebruik van opium de illegale handel zou bevorderen. Desalniettemin stemden deze staten in met het protocol om zo hun goede wil te tonen. In het Protocol werd afgesproken dat de opiumproducerende staten het gebruik van opium steeds verder zouden terugdringen (artikel 2). Ondertussen zou er door de Volkenbond een commissie worden opgericht die een datum zou vaststellen, waarna de staten binnen vijftien jaar het gebruik van opium helemaal moesten uitbannen.

### Slotakte
In de slotakte werd nog een beding opgenomen die het aan de staten zelf overliet om te bepalen wanneer zij een licentiestelsel voor de verkoop van opium zouden invoeren.

## In Nederland
De regering stelde zich op het standpunt dat de regelgeving in Nederlands-Indië reeds voldeed aan alle vereisten van de overeenkomst, waardoor er geen aanleiding was om de regelgeving aan te passen. Door het uitbreken van de Tweede Wereldoorlog zijn de bepalingen van het protocol niet in werking getreden. Na het einde van de oorlog verplichtten de partijen bij de overeenkomst zich, op aandringen van de Verenigde Staten, om het gebruik van opium onmiddellijk te verbieden. Door de Indonesische Onafhankelijkheidsoorlog en de daaropvolgende onafhankelijkheid is dit in Nederlands-Indië niet gebeurd.